# بنيسيليوم

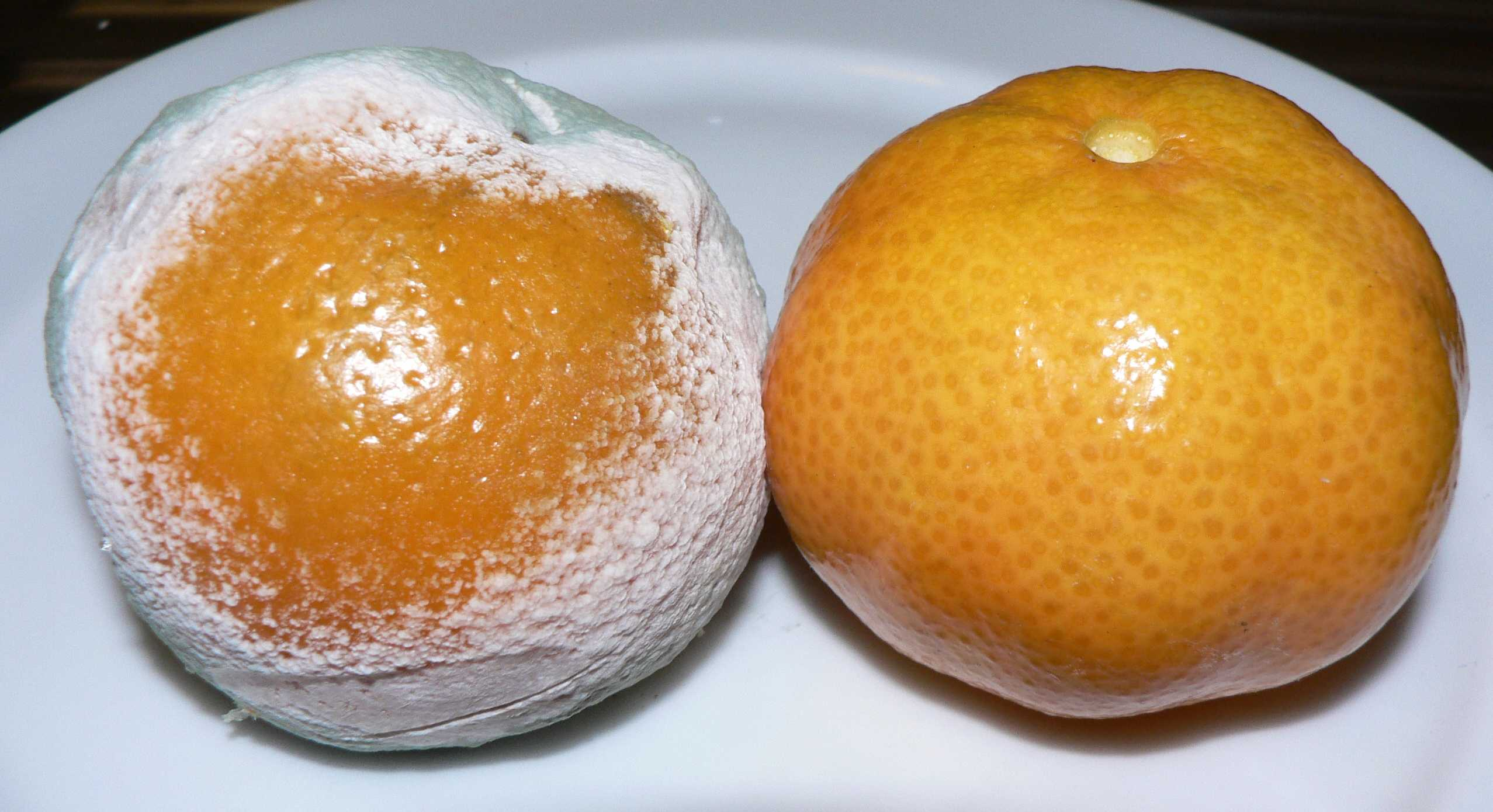
فطر البنيسيليوم على ثمار اليوسفي

البِنِسِيلِّيُوم أو المِكْنَسِيَّة أو الكَرَج (Penicillium) جنس من الفطور المنتجة للعفن ويستخلص من بعض أجناسه المضاد الحيوي المسمى بنسلين.

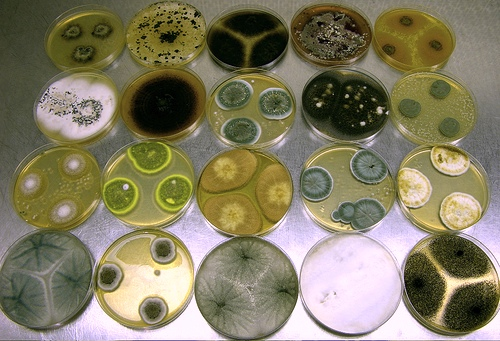
فطور متعددة بما في ذلك أنواع البنيسيليوم والرشاشية تنمو في مستنبت محضي

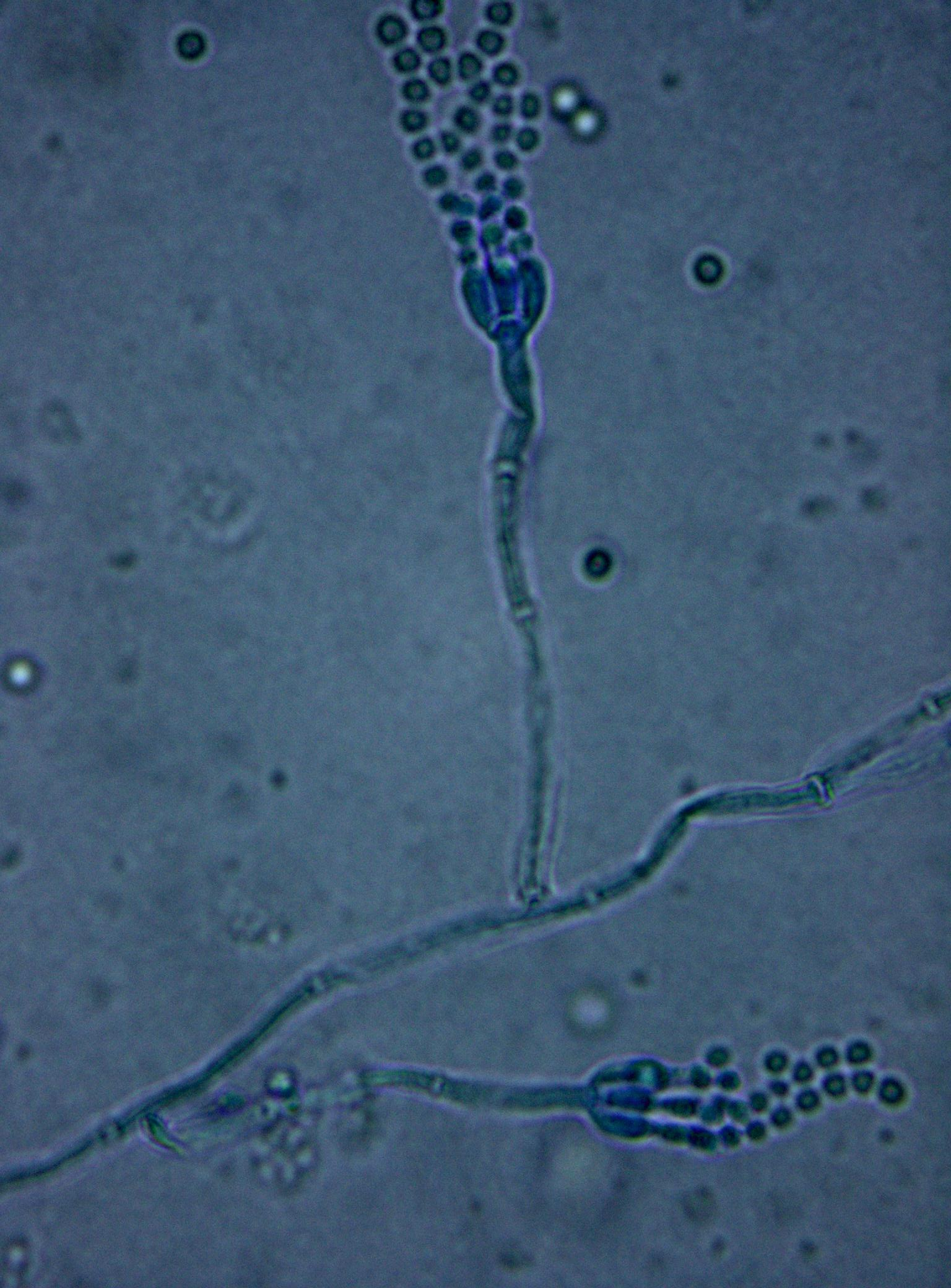
نوع البنيسيليوم تحت التصوير المجهري بالحقل الساطع (تكبير 10 × 100) بصبغة أزرق القطن-اللاكتوفينول

بلغ عدد أنواعه نحواً من 250 نوعاً.

## التعاليق
1. ↑  «وتَكَرَّجَ الطَّعامُ إِذا أَصابه الكَرَجُ... كَرِجَ الخُبْزُ وأَكْرَجَ وكَرَّجَ وتَكَرَّجَ أَي فَسَدَ وعَلاَهُ خُضْرَةٌ.». ابن منظور. لسان العرب. مادة «كرج».

## وصلات خارجية
- Samson، R.A.؛ Pitt، J.I. (2000). Integration of Modern Taxonomic Methods For Penicillium and Aspergillus Classification. CRC Press. ص. 66. ISBN:9058231593. مؤرشف من الأصل في 2020-08-13.
- Asan، A. (2004). "Aspergillus, Penicillium, and Related Species Reported from Turkey" (PDF). Mycotaxon. ج. 89 ع. 1: 155–7. مؤرشف من الأصل (PDF) في 2020-07-23.